# Helena Maleno Garzón
Helena Maleno Garzón (1 d'agost de 1970, El Ejido) és una periodista, activista, investigadora, documentalista i escriptora espanyola. Especialista en Migració i Tràfic de persones, és fundadora del col·lectiu Caminando Fronteras. Establerta al Marroc des d'on denúncia les violacions de Drets Humans a la frontera sud espanyola i desenvolupa una tasca de suport i empoderament de les comunitats migrants subsaharianes durant el procés migratori. A les seves xarxes socials avisa diàriament de les pasteres a la deriva i els salts a la tanca que es produeixen, coordinant el rescat i vetllant per la garantia dels drets fonamentals.

## Trajectòria
Nascuda a El Ejido, el denominat 'mar de plàstic', en el si d'una família humil. Allí comença el seu contacte amb els migrants com a assessora laboral per al Sindicat d'Obrers del Camp. L'any 2001 es va mudar al Marroc amb el seu fill Ernesto on comença a teixir amistat i aliança amb les comunitats migrants organitzades. Desenvolupa recerques sobre externalizació de fronteres, deportacions i asil per a organitzacions com Sos Racisme, Intermón o el Servei Jesuïta a Refugiats. Va ser delegada al Marroc de la Comissió Espanyola d'Ajuda al Refugiat (CEAR) entre 2007 i 2009.
Treballa per Women's Link Worldwide en diferents informes on implementa la perspectiva de gènere a l'anàlisi del procés migratori. Realitza recerques en terreny a Nigèria, Colòmbia, Alemanya, Dinamarca, França, el Marroc i Espanya en els quals compara i exposa la problemàtica del tràfic de persones com un entramat internacional i industrial d'esclavitud contemporània. També ho fa per al Defensor del Poble d'Espanya com una de les poques consultores externes de la institució, sent autora de l'Informe Monogràfic Nacional sobre el tràfic de persones.
Va ser consultora de la regió MENA (Orient Mitjà i Nord d'Àfrica) per a la Relatora de l'Organització de les Nacions Unides sobre el dret a la solidaritat internacional.
Imparteix formacions per al Consell General del Poder Judicial d'Espanya, la Unió Progressista de Fiscals, administracions públiques estatals i municipals i organitzacions socials d'àmbit nacional i internacional.
En l'àmbit de l'artístic participa en exposicions com a 'Geografia i mobilitat' (Viena), 'Utopia' (Londres) i el Biennal d'Art Polític del Caire. És realitzadora de diversos vídeo-informes, editora de la peça audiovisual 'Frontera Sud', ajudant de producció del documental de Cable News Network i BBC Living with ilegals i guionista de Nens en el camí per Save the Children. En 2015 el seu col·lectiu, Caminando Fronteras, va estrenar el documental 'Tarajal: Transformar el dolor en justícia' del que és guionista i entrevistadora. El metratge relata els fets esdevinguts de la polèmica tragèdia a la platja espanyola de Tarajal a través de la perspectiva de les famílies de les víctimes, que s'organitzen en un procés inèdit en l'Àfrica subsahariana per exigir responsabilitats als estats europeus i aconseguir justícia.

## Amenaces i extorsions
La seva tasca de crítica i denúncia de les polítiques migratòries entre la Unió Europea i els governs africans ha estat resposta amb amenaces i extorsions. L'activista sofreix des de fa anys anomenades, persecucions i agressions que tenen com a objectiu acabar amb el treball que realitza a través de la seva organització i que han posat en perill la seva pròpia vida. Un dels episodis més greus va ser el sofert al barri de Boukhalef (Tànger) en 2014. La investigadora havia tret a la llum dies anteriors acords polítics sobre fronteres entre els governs del Marroc i Espanya.
L'agost de 2017 va rebre la foto d'una pistola carregada amb el missatge "Li suggereixo el silenci o morirà. Està incomodant a les autoritats". Això li arribava després que el Sindicat Unificat de Policia (SUP) alimentés fils masclistes en els quals s'encoratjava a la seva violació, dies posteriors que l'activista critiqués l'actuació de les forces de seguretat de l'Estat a la frontera de Ceuta. Les agressions per xarxes socials, les trucades i finalment l'amenaça de mort van portar a Caminando Fronteras a impulsar la campanya #DefenderAQuienDefiende. Al comunicat del col·lectiu es van adherir fins a 500 organitzacions i entitats nacionals i internacionals (entre els quals es troben Amnistia Internacional, Metges del Món, el Defensor del Poble Andalús o Podem). Seguidament, l'Organització Mundial Contra la Tortura i la Federació Internacional de Drets Humans van emetre un comunicat exigint als Estats dirimir responsabilitats polítiques i garantir la seguretat de l'activista. La campanya pretenia donar veu no només el cas de Maleno sinó el de tots els defensors i defensores de Drets Humans l'activitat dels quals es veu coartada pels interessos polítics i econòmics dels Estats europeus.
El dia 5 de desembre de 2017 va ser citada per la justícia marroquina al Tribunal d'apel·lacions acusada de "tràfic d'immigrants i afavoriment de la immigració il·legal" per les seves trucades als serveis de rescat quan hi ha persones la vida de les quals corre perill al mar. El jutge va confirmar que les acusacions es fonamentaven en quatre dossiers criminals elaborats per la UCRIF de la Policia Nacional espanyola. Una investigació que comença el 2012 sense cap tipus de control judicial i vulnerant drets fonamentals de la defensora. Les acusacions van ser respostes amb una campanya internacional de solidaritat a les xarxes socials amb el hashtag de #DefendiendoAMaleno. Més de mil organitzacions van subscriure el manifest en suport d'Helena Maleno.
Malgrat que la causa havia estat arxivada per la Audiència Nacional espanyola, els dossiers criminals van ser enviats al Marroc. El suport ciutadà es va tornar a manifestar amb força, al costat de moltes institucions, i l'11 de març de 2019 el tribunal de Tànger que investigava la causa contra Maleno va procedir a arxivar-la, reconeixent el seu treball com a defensa de Drets Humans.

## Premis i reconeixements
- Premi Drets Humans 2014 de la Unió Progressista de Fiscals
- Premi Drets Humans 2015 del Consell General de l'Advocacia Espanyola
- Distinció per la Defensa dels Drets de les Dones Migrants de l'Institut Andalús de la Dona (2016)
- Distinció per la Defensa dels Drets de les Dones Víctimes de Tràfic de Persones de la Fundació Amaranta (2017).
- Premio MÓN NEGRE a la Fraternitat 2017 pel seu treball amb les comunitats migrants que pretenen arribar a Europa a través del Mediterrani.
- Premi Nacional de Periodisme 2018 de l'Associació Pro Drets Humans d'Espanya
- Premi Gernika per la Pau i la Reconciliació 2018
- Premi Séan McBride 2018 de l'International Peace Bureau
- III Reconeixement Ànima Ciutat de Mollerussa 2018[13]
- Premi Pimentel Fonseca 2019 del Festival Internacional de Periodisme Civil d'Itàlia.[14]